# Tortorici
Tortorici (Turturici in siciliano) è un comune italiano di 5 478 abitanti della città metropolitana di Messina in Sicilia.
Grazie alla presenza di numerosi boschi ricchi di noccioleti sparsi in tutte le 72 borgate, Tortorici viene soprannominata "Città della Nocciola", venendo inoltre ricordata come "Città delle Campane" e "Valle dell'Ingegno".

## Geografia fisica
È un comune del Parco dei Nebrodi, che sorge in una suggestiva vallata, circondata da monti e colline disseminate di case.
Il centro è dominato da Monte San Pietro.

## Storia
Tortorici potrebbe essere stata fondata dai bizantini in fuga dalla conquista musulmana del nordafrica tra il VII e il VIII secolo, in base all'analisi etimologica di alcune località del comune, di probabile origine greca (contrada Moira da μοῖρα, "destino"; contrada Potame da ποταμός, "fiume"), mentre durante il dominio islamico della Sicilia, potrebbe essere identificata con la località di Mangabah. Viene citata per la prima volta, con il nome di Turris Tudith, nel XII secolo in un documento della diocesi di Messina. Fu infeudata e dominata, a partire dal periodo Svevo, dalla famiglia Pollichino, e successivamente passò ad altre famiglie tra cui i Moncada di Sicilia. Dal 1628 divenne definitivamente una città demaniale, cosa che consente di inviare un rappresentante presso il Parlamento siciliano, e dotata di una propria comarca. Intorno al XVII secolo si sviluppò una florida industria basata sulla produzione di campane e sulla lavorazione dei metalli. Tuttavia nel 1682 fu colpita da una catastrofica alluvione che causò il dimezzamento degli abitanti. All'inizio del XX secolo l'economia viene trainata dalla coltivazione di nocciole e la loro vendita sul mercato di Catania. Nel frattempo però perse gran parte delle istituzioni pubbliche, a vantaggio di centri vicini come Sant'Agata di Militello, causando un declino della presenza di professionisti e in generale dell'intera economia.

### Simboli
Lo stemma è stato concesso con decreto del presidente della Repubblica dell'8 novembre 1982:
Il gonfalone, concesso con lo stesso atto, è un:

## Monumenti e luoghi d'interesse

### Architetture religiose[13]
- Chiesa di Santa Maria Assunta
- Chiesa del Santissimo Salvatore
- Chiesa di San Nicolò di Bari
- Chiesa di San Francesco (o del Convento)
- Chiesa dell'Annunciazione (o Batia)
- Chiesa di Santa Emerenziana
- Chiesa della Misericordia

## Società

### Evoluzione demografica
Abitanti censiti

### Tradizioni e folclore
La lunga festa in onore di S. Sebastiano inizia il primo gennaio con il suono della campana e l'esposizione del Santo alla città.
La prima manifestazione è la Bula che cade il sabato più vicino alla festa. La domenica precedente la Festa, in mattinata, al rientro dalla processione di S. Antonio Abate, i devoti danno inizio alla Sfilata dell'Alloro lungo le vie della città fino alla Chiesa di S. Maria Assunta. Durante la lunga processione verso la Chiesa Madre, suonatori di zampogna, fisarmonica e tamburelli accompagnano i devoti.
La festa vera e propria si celebra ogni anno il 20 gennaio; i devoti che hanno un voto da sciogliere, vanno "nudi" al Santo: gli uomini, in segno penitenziale, vestono di bianco con camicia e pantalone, un fazzoletto piegato a forma di triangolo al cinto e piedi nudi; le donne, anche loro a piedi nudi, indossano camicie e gonne bianche, con un fazzoletto che copre la testa. Esse precedono e seguono il Santo nella processione o nella questua. Il rito religioso si celebra nella Chiesa di S. Maria Assunta, con la partecipazione delle autorità locali e rinnovando una secolare tradizione che prende il nome di Senato: i Giurati nel '600, i Senatori nel '700 e i Sindaci dal '800 in poi, preceduti dai mazzieri si recano in Chiesa consegnando, in segno di omaggio al Santo, le chiavi della città. A mezzogiorno inizia la processione per le vie della città. L'artistica "Vara" è portata solo dai nudi, e rappresenta un privilegio ma anche un obbligo penitenziale. La prima tappa della processione è nel fiume Calagni dove i devoti fanno sostare la vara invocando la grazia: questo rito rappresenta il complesso rapporto della città di Tortorici con i fiumi, che da sempre hanno fornito acqua per i bisogni alimentari, per l'irrigazione dei campi, per far funzionare mulini, ma che spesso, però, con le inondazioni o i diluvi, hanno distrutto o danneggiato il territorio. Il Santo viene invocato per scongiurare i danni. Dopo la sosta nel fiume Calagni inizia la « questua », il Santo viene portato per le vie della città rientrando nella Chiesa di S. Nicolò dove permane fino all'ottava.
Nella domenica successiva al 20 gennaio, si svolge "l'ottava": la Statua del Santo viene portata nuovamente in processione, sino all'arrivo nella Chiesa Madre. Proprio qui, il giorno successivo, viene celebrato "u pirdunu" (in italiano, il perdono), in cui viene chiesto a San Sebastiano il perdono per i peccati commessi il giorno della Festa.

## Cultura
Soprannominata "Valle dell'Ingegno", Tortorici ha mantenuto per secoli il primato in un'attività molto speciale: la fonditura di campane. Le opere prodotte sono state esportate in tutta la Sicilia a partire dal 1500, ma, nel 1682 un'alluvione distrusse opere e gran parte della città. Da allora, Tortorici ha cercato di riprendere l'attività di un tempo con scarsi risultati. In particolare, una poesia tradizionale recita:
(Poesia tradizionale Tortoriciana)

### Danze e musiche tradizionali
A partire dagli anni '80, uno studioso di musica etnica, il maestro Gemino Calà, ha condotto numerosi studi sulle musiche tradizionali di Tortorici. In particolare egli ha creato un nuovo arrangiamento musicale, basandosi sull'antico canto: " 'A Nuciddara". Il testo è stato tramandato nel corso dei secoli dai Tortoriciani, che, tra i noccioleti, allietavano le giornate di raccolta intonando versi di questo canto.
Un ballo tipico è invece il "Lanzet", che risale ad antichissime tradizioni pastorali e continua ad essere tramandato ancora oggi tra gli abitanti di Tortorici.

## Geografia antropica

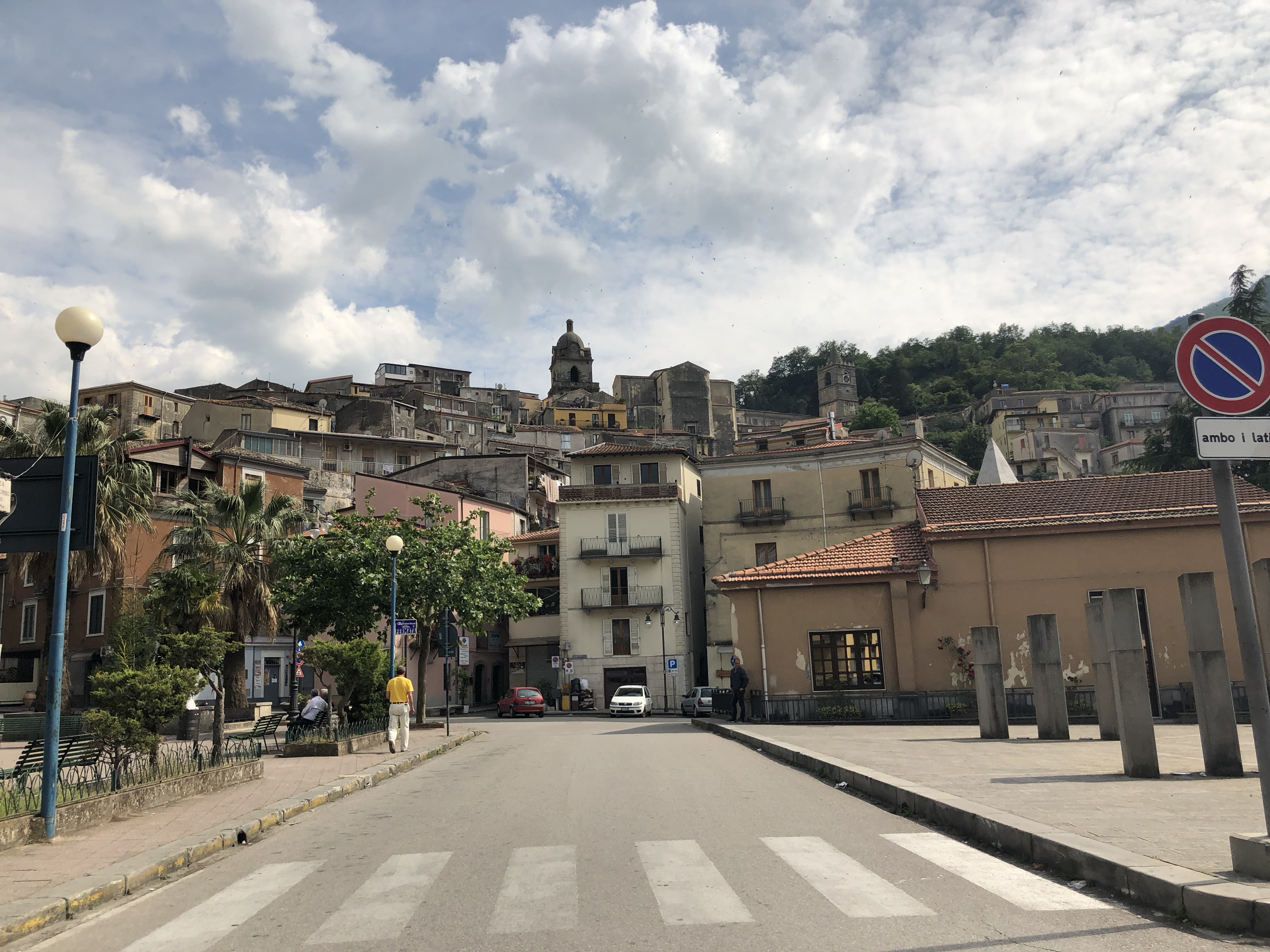
Panoramica di Tortorici

### Frazioni e borgate
Secondo lo statuto comunale, Tortorici conta 75 tra frazioni e borgate. Le principali sono:
- Mercurio
- Moira
- Pagliara e Sceti, che nel 2001 contavano ciascuna una popolazione superiore alle 300 unità.

Le altre borgate sono, in ordine alfabetico:
- Acqua di Sale
- Batana
- Beverature
- Bruca
- Calagni
- Capreria
- Cappuccini
- Case Mamao
- Case Zumbino
- Casitti Inferiore
- Casitti Superiore
- Colla
- Croce due Vie
- Cucuzzone
- Ficuzzo
- Fiore Freddo
- Fiumara
- Fontana Biagio
- Grandusa
- Grazia
- Ilombati
- Laurà
- Lembo
- Margio di Carlo
- Martini
- Mastrisanti
- Masugna
- Muni
- Parisi
- Passorilli
- Pazzitti
- Pellizza
- Piano Canne
- Plaio
- Ponte Due
- Potame
- Pullo
- Randi
- Salvo Inferiore
- Salvo Superiore
- San Bartolomeo
- San Basilio
- San Costantino
- San Filippo
- San Giuliano
- San Leone
- San Luigi
- San Leonardo
- San Pancrazio
- San Pante
- San Paolo
- San Sergio
- Sant'Antonio Sciortino
- Santa Andrea
- Santa Brigida
- Santa Caterina
- Santa Domenica
- Santa Nagra
- Santa Rosalia
- Santa Venera
- Sciara
- Sceti Cirì
- Sciortino
- Serro Alloro
- Serro Petrolo
- Serro Polino
- Tre Fontane
- Tresolino
- Torre
- Valle Maira
- Valle Vena.

## Amministrazione
Di seguito è presentata una tabella relativa alle amministrazioni che si sono succedute in questo comune.
| Periodo          | Periodo          | Primo cittadino                      | Partito              | Carica      | Note   |
| ---------------- | ---------------- | ------------------------------------ | -------------------- | ----------- | ------ |
| 24 novembre 1987 | 25 giugno 1990   | Sebastiano Antonino Lupica           | Democrazia Cristiana | Sindaco     | [ 19 ] |
| 25 giugno 1990   | 20 febbraio 1991 | Rosario Antonino Parasitili Collazzo | Democrazia Cristiana | Sindaco     | [ 19 ] |
| 20 febbraio 1991 | 4 gennaio 1992   | Onofrio Zaccone                      |                      | Comm. pref. | [ 19 ] |
| 25 gennaio 1992  | 8 giugno 1993    | Sebastiano Antonino Lupica           | Democrazia Cristiana | Sindaco     | [ 19 ] |
| 8 giugno 1993    | 4 dicembre 1995  | Rosario Antonino Parasitili Collazzo | Democrazia Cristiana | Sindaco     | [ 19 ] |
| 4 dicembre 1995  | 29 novembre 1999 | Carmelo Rizzo Nervo                  | lista civica         | Sindaco     | [ 19 ] |
| 29 novembre 1999 | 14 giugno 2004   | Carmelo Rizzo Nervo                  | lista civica         | Sindaco     | [ 19 ] |
| 16 giugno 2004   | 8 giugno 2009    | Maurilio Foti                        | lista civica         | Sindaco     | [ 19 ] |
| 8 giugno 2009    | 25 maggio 2014   | Carmelo Rizzo Nervo                  | lista civica         | Sindaco     | [ 19 ] |
| 25 maggio 2014   | 28 aprile 2019   | Carmelo Rizzo Nervo                  | Lista civica         | Sindaco     | [ 19 ] |
| 29 aprile 2019   | 02 febbraio 2021 | Emanuele Galati Sardo                | lista civica         | Sindaco     | [ 19 ] |

### Altre informazioni amministrative
Il comune di Tortorici fa parte della regione agraria n.2 (Nebrodi nord-occidentali).